# A Vava Inouva
A vava inouva (en bereber : A baba inu ba o A vava inu va) es el título de una de las primeras canciones del cantante cabileño Idir. Esta canción es parte del álbum del mismo nombre publicado en 1976. Ha tenido un éxito considerable en Argelia, otras partes del Maghreb, en Europa (Francia, España, Grecia ; y, más allá. Al sonido de una guitarra acústica, en una música que recuerda tanto a las melodías bereberes y música folk de los años 1960 y de 1970. El texto evoca las vigilias en las aldeas de las montañas Cabilia y la transmisión oral de cuentos y enseñanzas tradicionales.

## Historia de la canción
A Vava Inouva (« Mi papá para mí ») es una canción de cuna, compuesta por Idir y Mohamed Ben Hamadouche dit Ben Mohamed, para Nouara. Nouara fue uno de los primeros cantantes de música argelina, en idioma cabilio, que introdujo la música moderna en algunos de sus títulos. Siguiendo un impedimento de este último, el título fue tocado, en la radio argelina, por el propio Idir, joven músico aún completamente desconocido, acompañado por la cantante Mila. El éxito fue inmediato. La canción galvanizó a la población argelina, e incluso más allá, el título galvanizó a las poblaciones del Magreb. La orquestación fue muy simple, combinando principalmente guitarras acústicas y voces, en un estilo que recuerda a música folclórica interpretada por Joan Baez hace unos años.
Cruzando el Mediterráneo, fue el primer éxito argelino en Europa y el primero en ser transmitido en la radio nacional francesa. Este título marcó la entrada de la música del norte de África en la world music. En 1978, la periodista Catherine Humblot evocó esta canción, en las columnas del periódico Le Monde. Y veinte años más tarde, en noviembre de 1996, Idir podría interpretar ese mismo título en la sala del Zénith de París, frente a la juventud, de la inmigración, que retomó en coro el estribillo.
A Vava Inouva fue traducido en numerosas lenguas, como: árabe, castellano, catalán,  francés, griego, etc.). En catalán, la canción es reinterpretada por el grupo Ara Va De Bo, en francés, David Jisse y Dominique Marge han realizado la canción "Ouvre-moi la porte" que se toma de ella y en griego el cantante Katevas ha hecho la versión griega "An ginotane" (en griego Αν γινότανε) con Efi Strati. En 1999, fue registrada una segunda versión; y, publicada en el álbum «Identités» con la actuación de Karen Matheson, una cantante cuyo repertorio se compone generalmente de lengua gaélica.
En la región de Cabilia, la canción fue nuevamente recibida con gran emoción. Engendró tanto un sentido de reconocimiento de una tradición profundamente arraigada como con un sentido de novedad. La canción también proporcionó un contrapeso sutil pero importante al discurso del estado argelino, que no valoró mucho la cultura bereber en sus proyectos de modernización.

## Argumento
El texto está dedicado a la atmósfera de la vigilia en las aldeas de Djurdjura, de gran altitud, y el modo de transmisión de la cultura ancestral de la región de Cabilia
El estribillo, de la canción, es una alusión a un cuento (una niña que rescata a su padre, de un bosque poblado por ogros y grandes felinos] que ilustra sucintamente estas historias tradicionales transmitidas oralmente.
Las dos coplas dibujan dos tablas del hogar.
Una de las tablas se acerca al interior de la chimenea. Cada miembro está en su lugar, alrededor del fuego. El hijo está preocupado por la necesidad de mantener a la familia. Su esposa, la nuera, quien, aunque ocupada detrás de su telar, escucha discretamente las historias y enseñanzas que ella tendrá que transmitir más tarde. El decano y la abuela, que transmiten conocimientos e historias a los niños pequeños. El decano que también escucha, envuelto en su albornoz.
La segunda pintura da un panorama de este ágora, con estas puertas bloqueadas por la nieve, esta casa que sueña con la primavera, de esas estrellas y esa luna que se han retirado detrás de las nubes.

## Adaptaciones
Esta canción ha sido adaptada, especialmente en francés por el dúo de David y Dominique.